# Az osztrák értékű forint pénzjegyei
Az osztrák értékű forint pénzjegyei az 1858-ban bevezetett osztrák érték szerinti pénzrendszer részét képezték. A papírpénzállományt részben a privilegirte oesterreichische National-Bank bankjegyei, részben a k. k. Staats-Central-Casse államjegyei valamint az aprópénzhiány pótlására a k. k. Hauptmünzamt által kiadott pénzjegyek alkották. A kiegyezés után gyökeresen átalakult a Monarchia államszervezete, így a monetáris politika is közös ellenőrzés alá került. A közös Osztrák–Magyar Bank 1878-as megalakulásáig és az új forintbankjegyek és -államjegyek kibocsátásáig a meglévő pénzekkel bonyolították le a papírpénzforgalmat.

## A privilegirte oesterreichische National-Bank bankjegyei
| Kép                                            | Kép              | Névérték         | Méret            | Leírás             | Leírás           | Dátumok          | Dátumok             | Dátumok            | Dátumok          |
| Előoldal                                       | Hátoldal         | Névérték         | Méret            | Előoldal           | Hátoldal         | nyomtatás        | kibocsátás          | visszavonás        | elévülés         |
| 1858. évi kiadás                               | 1858. évi kiadás | 1858. évi kiadás | 1858. évi kiadás | 1858. évi kiadás   | 1858. évi kiadás | 1858. évi kiadás | 1858. évi kiadás    | 1858. évi kiadás   | 1858. évi kiadás |
| ---------------------------------------------- | ---------------- | ---------------- | ---------------- | ------------------ | ---------------- | ---------------- | ------------------- | ------------------ | ---------------- |
| [[Fájl:\|116px]]                               | [[Fájl:\|116px]] | 1 Ft             | 73 × 127 mm      | Allegorikus alakok | nyomtatás nélkül | 1858. január 1.  | 1859. szeptember 6. | 1872. december 31. |                  |
| [[Fájl:\|116px]]                               | [[Fájl:\|116px]] | 10 Ft            | 142 × 111 mm     | Allegorikus alakok | nyomtatás nélkül | 1858. január 1.  | 1858. december 27.  | 1864. április 17.  |                  |
|                                                | [[Fájl:\|116px]] | 100 Ft           | 205 × 130 mm     | Allegorikus alakok | nyomtatás nélkül | 1858. március 1. | 1858. augusztus 1.  | 1864. július 31.   |                  |
| [[Fájl:\|116px]]                               | [[Fájl:\|116px]] | 1000 Ft          | 205 × 130 mm     | Allegorikus alakok | nyomtatás nélkül | 1858. március 1. | 1858. szeptember 6. | 1864. július 31.   |                  |
| A képeken 0,7 pixel felel meg 1 milliméternek. |                  |                  |                  |                    |                  |                  |                     |                    |                  |

## A k. k. Staats-Central-Casse államjegyei

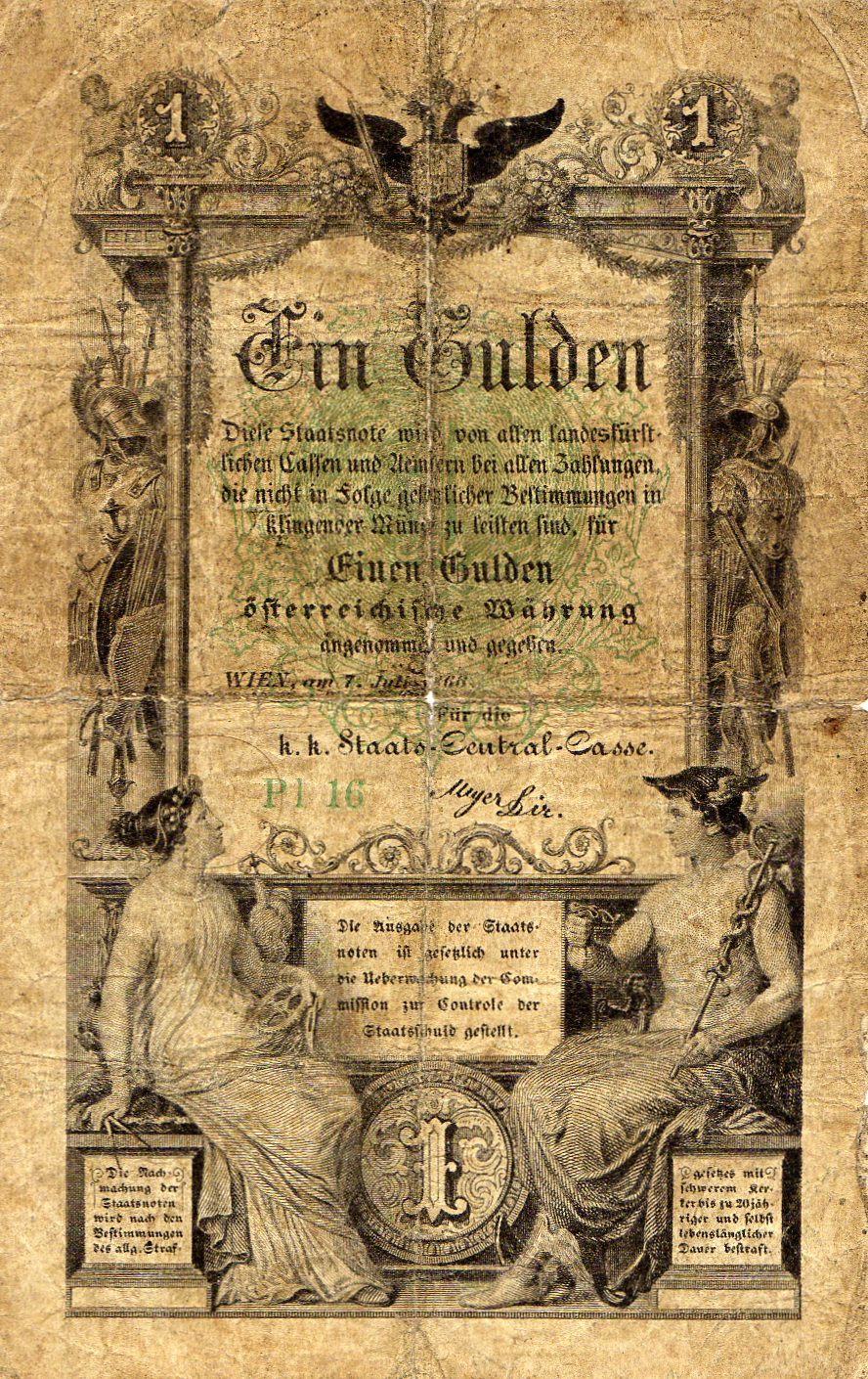
1 gulden előoldal (1868)
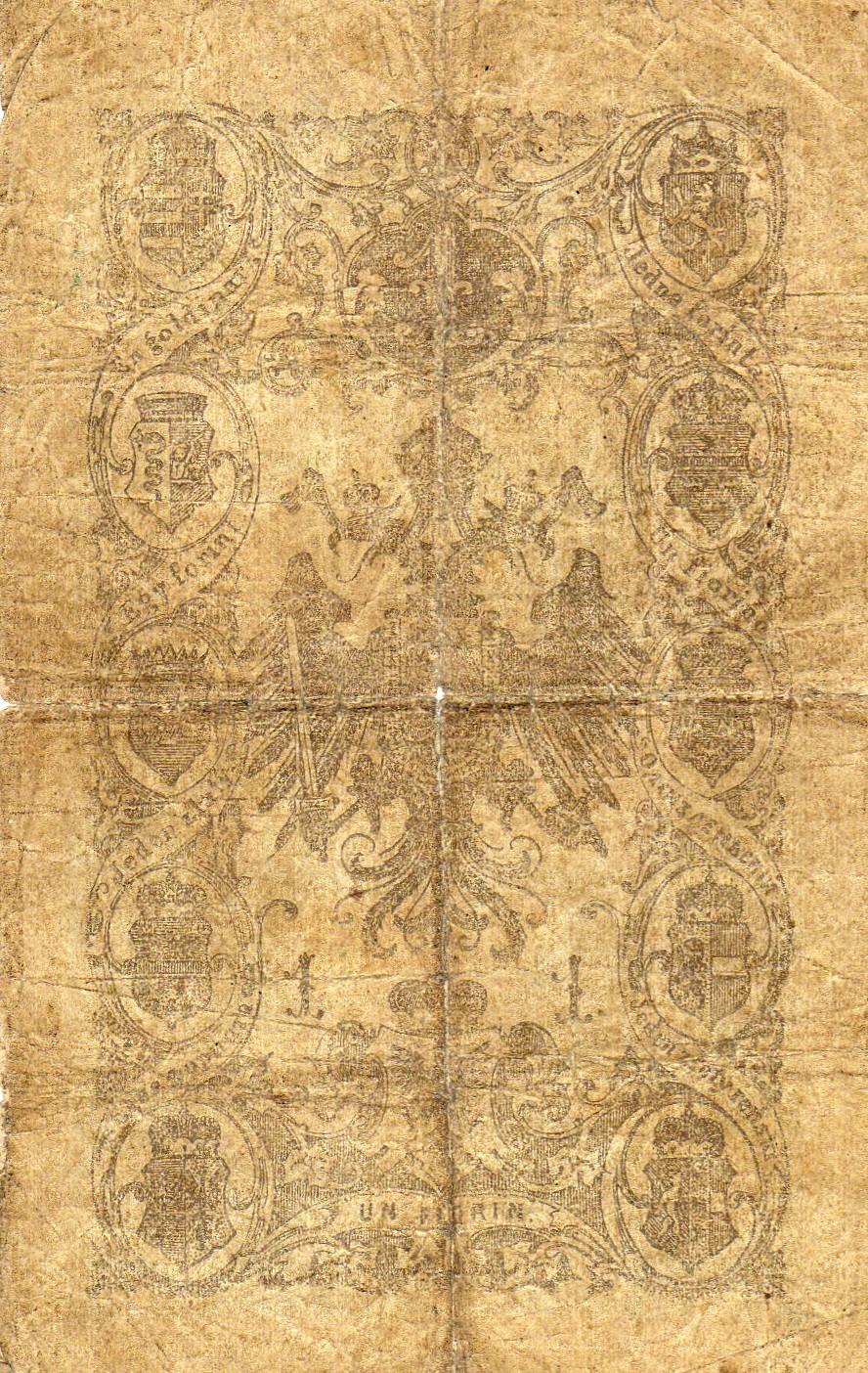
1 gulden hátoldal (1868)